# Fuzz (журнал)
Fuzz — российский ежемесячный журнал о музыке, выходивший с 1991 по 2009 год (в том числе под названиями "Rock-Фуз" и "Rock-Fuzz"), а затем работавший как сайт в 2009—2017 годах.
Тематикой журнала была преимущественно рок-музыка, как русская, так и зарубежная. Название происходит от слова «фузз» — один из видов гитарных эффектов.

## История
Журнал был основан капитаном III ранга, преподавателем Нахимовского училища Александром Владимировичем Долговым в 1991 году. Официальный день рождения журнала — 2 марта 1991 года. В первые годы издание представляло собой газету и называлось «Рок-Фуз» (затем -  "Rock-Fuzz"). Полноценный журнальный формат Fuzz приобрёл к июню 1996 года. В 2001 году был издан юбилейный номер в формате книги — «FUZZbook», приуроченный к десятилетию журнала, а в 2006 году к пятнадцатилетию издан «FUZZbook часть вторая».
В конце января 2009 года выпуск журнала был приостановлен. В сентябре 2009 года журнал возобновил свою деятельность в качестве веб-сайта, входящим в состав медиа-холдинга «Ragrad Video». Новым главным редактором журнала стал Александр Владимирович Старостин.
Сайт "Fuzz-magazine.ru" перестал обновляться с 2017 года.

## Премия "Fuzz"

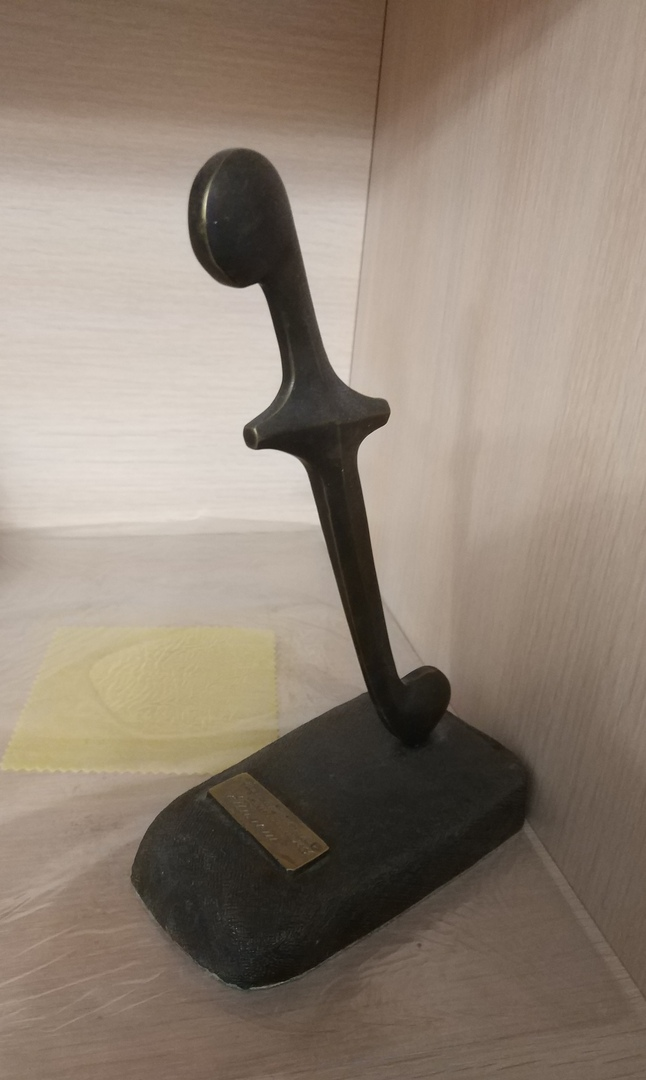
Премия Fuzz

С 1997 по 2008 год вручалась Премия "Fuzz" в области рок-музыки. Вручение производилось на ежегодном фестивале «Премия Fuzz».

### Номинации
- Группа/артист года
- Альбом года
- Песня года
- Видеоклип года
- Новая группа/артист года
- Live-группа года (с 2001 года)
- Специальная премия «За вклад (в развитие рок-музыки)» (с 2001 года)

### Лауреаты

#### 1997
I церемония — 11 апреля 1997, ДС «Юбилейный»
- Лучшая группа — «Чиж & Co»
- Лучший альбом — «АукцЫон» и Алексей Хвостенко — «Жилец вершин»
- Лучшая песня — «Аквариум» — «Древнерусская тоска»
- Лучший видеоклип — «ДДТ» — «Любовь»
- Лучшая новая группа — «Кирпичи»

На концерте выступили: «Полковник и однополчане», «Кирпичи», «АукцЫон», «Браво», «Чиж & Со».

#### 1998
II церемония — 12 апреля 1998, ДС «Юбилейный»
- Лучшая группа — «Мумий Тролль»
- Лучший альбом — «Мумий Тролль» — «Морская»
- Лучшая песня — «Мумий Тролль» — «Утекай»
- Лучший видеоклип — Tequilajazzz — «Звери»
- Лучшая новая группа — «Сплин»

На концерте выступили: «Бегемот», «НОМ», «Король и Шут», Tequilajazzz, «Сплин», «Мумий Тролль».

#### 1999
III церемония — 3 апреля 1999, ДС «Юбилейный»
- Лучшая группа — «Мумий Тролль»
- Лучший альбом — «Сплин» — «Гранатовый альбом»
- Лучшая песня — Tequilajazzz — «Зимнее солнце»
- Лучший видеоклип — «Мумий Тролль» — «Дельфины»
- Лучшая новая группа — «Маша и Медведи»

На концерте выступили: «Краденое солнце», «Deadушки», «Ляпис Трубецкой», «Маша и медведи», «Воплі Відоплясова», Tequilajazzz, «Король и Шут», «Сплин».

#### 2000
IV церемония — 8 апреля 2000, ДС «Юбилейный»
- Лучшая группа — Земфира
- Лучший альбом — Земфира — «Земфира»
- Лучшая песня — Сплин — «Молоко и мёд»
- Лучший видеоклип — «Мумий Тролль» — «Невеста»
- Лучшая новая группа — «МультFильмы»

На концерте выступили: «Король и Шут», Чичерина, «Ленинград», Найк Борзов, «МультFильмы», Земфира.

#### 2001
V церемония — 8 апреля 2001, ДС «Юбилейный»
- Лучшая группа — Земфира
- Лучший альбом — Земфира — «Прости меня моя любовь»
- Лучшая песня — Вячеслав Бутусов — «Гибралтар-Лабрадор»
- Лучший видеоклип — Чичерина — «Ту-лу-ла»
- Лучшая новая группа — «Би-2»
- Лучшая live-группа — Zdob și Zdub
- Премия «За вклад (в развитие рок-музыки)» — «Аквариум»

На концерте выступили: «Король и Шут», Чичерина, «Би-2», Михаил Владимиров, «МультFильмы», «Ночные Снайперы», «Ленинград», «Аквариум».

#### 2002
VI церемония — 19 апреля 2002, ДС «Юбилейный»
- Лучшая группа — «Король и Шут»
- Лучший альбом — «Сплин» — «25 кадр»
- Лучшая песня — Земфира — «Трафик»
- Лучший видеоклип — Земфира — «Трафик»
- Лучшая новая группа — «7Б»
- Лучшая live-группа — «Ленинград»
- Премия «За вклад (в развитие рок-музыки)» — Андрей Макаревич

На концерте выступили: Butch, «Бабслей», Total, Андрей Макаревич, «Пилот», «Король и Шут», Земфира.

#### 2003
VII церемония — 5 апреля 2003, ДС «Юбилейный»
- Лучшая группа — «Ленинград»
- Лучший альбом — Tequilajazzz — «Выше осени»
- Лучшая песня — «Ленинград» — «Мне бы в небо»
- Лучший видеоклип — Земфира — «Бесконечность»
- Лучшая новая группа — «Дети Picasso»
- Лучшая live-группа — Земфира
- Премия «За вклад (в развитие рок-музыки)» — Юрий Шевчук

На концерте выступили: «Ногу свело!», «Animal ДжаZ», «Пилот», «Пикник», «Разные люди», Земфира, «Дети Picasso», «Кирпичи», «Ленинград».

#### 2004
VIII церемония — 3 апреля 2004, ДС «Юбилейный»
- Лучшая группа — «Пилот»
- Лучший альбом — «Ленинград» — «Для миллионов»
- Лучшая песня — «Сурганова и оркестр» — «Мураками»
- Лучший видеоклип — Markscheider Kunst — «Кваса-кваса»
- Лучшая новая группа — 5’Nizza
- Лучшая live-группа — «ДДТ»
- Премия «За вклад (в развитие рок-музыки)» — «Телевизор»

На концерте выступили: «Сурганова и оркестр», «Телевизор», «Полюса», «Animal ДжаZ», «Ленинград», 5’Nizza, Пелагея, Юрий Шевчук, «Пилот».

#### 2005
IX церемония — 9 апреля 2005, ДС «Юбилейный»
- Лучшая группа — Дельфин
- Лучший альбом — «Последние танки в Париже» — «2084»
- Лучшая песня — «Ю-Питер» — «Девушка по городу»
- Лучший видеоклип — «Ленинград» — «Геленджик»
- Лучшая новая группа — «Uma2rmaH»
- Лучшая live-группа — «Сурганова и оркестр»
- Премия «За вклад (в развитие рок-музыки)» — Майк Науменко
- Приз читательских симпатий — «Пилот»
- Приз зрительских симпатий — Amatory

На концерте выступили: «Король и Шут», Amatory, «Сурганова и оркестр», «Последние танки в Париже», «МультFильмы», «Dегенераторс», «Ю-Питер», «Ночные снайперы», «Ленинград», «Пилот», Дельфин.

#### 2006
X церемония — 2 апреля 2006, ДС «Юбилейный»
- Лучшая группа — «ДДТ»
- Лучший альбом — «Мумий Тролль» — «Слияние и поглощение»
- Лучшая песня — «Братья Грим» — «Ресницы»
- Лучший видеоклип — Михаил Горшенёв — «Соловьи»
- Лучшая новая группа — «Мельница»
- Лучшая live-группа — «ДДТ»
- Премия «За вклад (в развитие рок-музыки)» — «Агата Кристи»
- Приз читательских симпатий — «Пилот»
- Премия «За достижения на клубной сцене» — «Кирпичи»
- Премия «За мелодизм» — «Сплин»

На концерте выступили: «Чайф», «Сонце-Хмари», «Ю-Питер», «Мёртвые Дельфины», «Вакцина», «Кирпичи», «Агата Кристи», «Кукрыниксы», Znaki, Brainstorm, «Сплин», Nikel, «Мельница», «Ария», «Братья Грим», «Король и Шут», «Пилот», «ДДТ».

#### 2007
XI церемония — 14 апреля 2007, СКК «Петербургский»
- Лучшая группа — «Океан Ельзи»
- Лучший альбом — Пелагея — «Девушкины песни»
- Лучшая песня — «Мельница» — «Травушка»
- Лучший видеоклип — «Ночные снайперы» — «Светофоры»
- Лучшая новая группа — Lumen
- Лучшая live-группа — «Ария»
- Премия «За вклад (в развитие рок-музыки)» — «Мумий Тролль»
- Приз читательских симпатий — «Пилот»
- Приз читательских симпатий (новая группа) — Znaki
- Премия «За артистизм и драйв» — «Океан Ельзи»
- Лучший музыкальный фильм — Олег Флянгольц — «Просто хочешь ты знать»

На концерте выступили: «Ария», «Лена Тэ», Lumen, Znaki, Илья Чёрт, «Мельница», «Море», «Океан Эльзы», «Тантра», «Провода», Пелагея, «Мумий Тролль», «Кач».

#### 2008
XII церемония — 5 апреля 2008, ДС «Юбилейный»
- Лучшая группа — не присуждалась
- Лучший альбом — Lumen — «Правда?»
- Лучшая песня — «Пилот» — «Где ты»
- Лучший видеоклип — «Король и Шут» — «Ром»
- Лучшая новая группа — «Вельвеt»
- Лучшая live-группа — «Агата Кристи»
- Премия «За вклад (в развитие рок-музыки)» — Сергей «Чиж» Чиграков
- Приз читательских симпатий — Море
- Премия «Легенда рока» — Владимир Рекшан